# Liebespremiere
Liebespremiere ist eine deutsche Filmkomödie aus dem Jahr 1943 unter der Regie von Arthur Maria Rabenalt mit Kirsten Heiberg, Hans Söhnker und Fritz Odemar in den Hauptrollen. Die Sets des Films wurde von Robert Herlth entworfen.

## Handlung
Die Operettensängerin Vera Warden erhält viel Aufmerksamkeit von Männern, darunter auch die aufstrebenden Künstler Axel Berndt und Andreas Hansen, die sich bemühen, der Dame eine neue Operette anzudienen. Vera selbst strebt nach Mutterschaft, ohne ihre Karriere aufgeben zu müssen. Sie plant, den potenziellen Vater ihres Kindes zu heiraten, jedoch nach der Geburt eine Scheidung anzustreben.
Durch komödiantische Zufälle treffen Axel und Andreas auf den Musikverleger Rombach und ihr Stück wird gekauft. Bei einer Probe stellen beide fest, dass ihre Vorlage zu stark verändert wurde. Durch Vermittlung von Vera Warden werden Kompromisse mit allen Beteiligten getroffen. Axel wirbt um Vera, die ihn ermutigt; allerdings wird ihm von Veras Plänen berichtet, eine alleinerziehenden Frau zu werden, was ihn zunächst schockiert, da er es nicht von ihr selbst gehört hat und Betrug befürchtet. Er gibt ihr die Gelegenheit, sich zu erklären, was sie jedoch nicht tut.
Das Paar heiratet, verbringt die Hochzeitsnacht jedoch getrennt. Die berufliche Zusammenarbeit ist von Spannungen überlagert. Beide nutzen ihre Ehe für einen Kampf um die Deutungshoheit der Beziehung. Axel inszeniert eine Autopanne, um Vera im Mondschein zu verführen, doch sie geht nicht darauf ein. Er sucht Hilfe bei seinem Freund Rolf wegen einer Scheidung und überrascht Vera mit diesem Wunsch. Sie weigert sich und zieht zu ihrem Mann Axel, um die Ehe eher zu stärken. Er will daraufhin einen Ehebruch inszenieren, Vera wird aber von ihrer Freundin Irene vorgewarnt. Sie tauscht mit der vermeintlichen Ehebrecherin die Rolle und Axel und Vera finden zum Schluss zueinander.

## Produktion
Der Film nach einer Idee von Geza von Cziffra basiert auf dem Theaterstück Axel an der Himmelstür, der ein großer Erfolg für Zarah Leander war beziehungsweise ihre Karriere 1936 begründete. Als Zarah Leander ihren Vertrag mit der UFA 1937 unterschrieb, wurde Kirsten Heiberg gebeten, Zarah auf der Bühne zu ersetzen, was sie jedoch ablehnte. 1943 war Zarah Leander die erste Wahl, ihre Rolle auch im Film zu spielen; sie kehrte aber Mitte desselben Jahres in ihre schwedische Heimat zurück. Deshalb konnte die Norwegerin Kirsten Heiberg nach zwei Jahren Auftrittsverbot wieder auf der Leinwand erscheinen. Ihr Mann Franz Grothe schrieb alle neuen Lieder für sie.

## Kritik
Der Filmdienst lobte die geschickte Regie und die sympathischen Darsteller, bemerkte aber auch „eine zwischen Komödie und Revuefilm pendelnde wirklichkeitsferne Unterhaltung“.